# Наука Золотой Орды
За более, чем двести пятьдесят лет своего существования Золотая Орда достигла высокого уровня развития в различных науках, таких как астрономия, математика, юридическая наука и других.
Начало активного распространения достижений исламской средневековой цивилизации начинается с хана Берке, который начал приглашать в Улус Джучи мусульманских деятелей науки. Золотая Орда находилась на пике своего развития при хане Узбеке.

## История науки в Золотой Орде
Высокая исламская культура начала распространяться в Орде со времен принятия ислама ханом Берке, стала доминирующей при хане Узбеке. Динамично развивалась научная жизнь, из соседних исламских стран прибывали множество известных ученых и преподавателей, становились известными и собственно золотоордынские научные деятели. Как отмечает Ибн Арабшах, столица Орды город Старый Сарай стал  «рудником науки и средоточием благодати» .

### Образование в Золотой Орде
В Золотой Орде после принятия ислама в качестве государственной религии получают распространение медресе — образовательные учреждения, в которых преподавалось богословие, математика, медицина и другие науки. Известно о медресе в крымском Солхате, построенном во времена хана Узбека. В Сарае раскопано здание, которое вполне могло быть медресе. Имеются и сведения о преподавании золотоордынского богослова Сад ад-дина ат-Тафтазани в медресе кумыкского села Эндирей, которое стало крупным центром образования на территории уже бывшей Золотой Орды, где обучались многие татарские просветители.

## Отрасли науки

### Астрономия
В Золотой Орде велись астрономические наблюдения и процветали астрологические практики. Сначала о развитии астрономии в Золотой Орде судили по нумизматическим материалам, но затем усилиями археологов были найдены различные артефакты, свидетельствующие об астрономической деятельности придворных астрономов. В 1927 году в Крыму была найдена могила астронома. В 1996 году в Новом Сарае были найдены фрагменты астролябии.
В Золотой Орде было принято вести летоисчисление одновременно по мусульманской и тюркской (12-летнему животному циклу) системам летоисчисления. Существовала традиция чеканки монет со знаками Зодиака, под которыми начинался Новый год Хиджры, и столько же монетных выпусков с изображениями животных 12-летнего животного цикла, в год которого начинался мусульманский год.
В годы правления хана Джанибека в Сарае известен астроном Камал ад-Дин ат-Туркумани, написавший астрономический трактат, озаглавленный как «Комментарии к „Избранному“ Аль-Чагмини», включает комментарии к трактату хорезмского астронома Махмуда ибн Мухаммада ибн Омара Аль-Чагмини «Избранное по астрономии».
Известным был также астролог Масуди аль-Булгари, который при помощи приборов типа астролябии, квадранта, секстанта, вел наблюдения за небесными светилами в 700 верстах от Болгара, в районе Акикула-Афикула (о чём сохранились сведения в османских источниках), умел определять место и время таких астрономических явлений, как затмение солнца, луны, появление комет, движение планет и т. д. Золотоордынский город Болгар благодаря деятельности Масуди Аль-Болгари был одним из центров мусульманского мира по точному астрономическому определению времени путем наблюдения за небесными светилами.

#### Гелиоцентризм в Золотой Орде
В известнейшем литературном произведении Золотой Орды поэта Сайф-и Сараи «Сухейль и Гульдурсун» имеются строчки «Узнала любви притяженье душа, Землёй вокруг Солнца круженье верша». Известный специалист по истории Золотой Орды Л. Л. Галкин подчёркивает, что образное мышление поэта базировалось на прочно укоренившихся убеждениях, и в связи с этим задается вопросом о степени участия золотоордынских астрономов в разработке представлений о гелиоцентрической системе мира.

### Математика
Достаточно высокого уровня достигла в Золотой Орде и математика. Науке известна рукопись неизвестного автора «Ат-Тухфе фи 'илм ал-хисаб» («Шедевр вычислительной математики»), переданная правителю крымского улуса Абул-Музаффер Гияседдину Тулуктемир-бею во время правления хана Узбека. В работе анализируются теоретические и практические вопросы математики (например, нахождение квадратного и кубического корней, нахождение приблизительного значения иррациональных чисел и другие). Особенно интересным является упоминание в произведении определения чисел, которое приписывается Аль-Хорезми, но при этом не зафиксировано в других источниках. «Ат-Тухфе фи 'илм ал-хисаб» вместе с другими подобными произведениями распространилась в Османской империи, которая является продолжателем научных традиций Золотой Орды.
Некоторые вопросы математики и физики затронуты и в работе «Комментарии к „Избранному“ аль-Чагмини» Камала ад-Дин ат-Туркумани.

### Юридическая наука
Правовая система Золотой Орды была сложной и многоуровневой. До сих пор неизвестно про специалистов, специально изучавших монгольское имперское право — Великую Ясу и билики (изречения Чингисхана). Напротив, в научной литературе имеется мнение, что эти источники права имели весьма ограниченное распространение и регулировали отношения представителей знати, занимавших высокое место в имперской властной структуре. Что касается судебной практики, то прецеденты безусловно записывались, однако применявшие их судьи не являлись профессиональными юристами. Поэтому под юридической наукой Золотой Орды подразумевается именно мусульманское правоведение.
В некоторых регионах, вошедших в Золотую Орду, уже существовали свои школы мусульманского права (Волжская Булгария и Хорезм), но начало собственно золотоордынской юридической науки относится ко времени возвращения правоведов этих регионов к нормальной научной, практической и преподавательской деятельности. Приглашались и мусульманские правоведы Ирана и других регионов. Расцвет юридической науки относится ко времени правления хана Узбека, который объявил исламскую религию официальной. С этого времени мусульманские судьи-кадии заседают вместе с судьями-дзаргучи.
Основная научная деятельность золотоордынских правоведов являлось написание научных трудов, которые зачастую представляли собой комментарии на более ранние юридические работы (авторы Ахмад ибн Ахмад ибн Ата, Мухаммад ибн Айюб ибн Юсуф ибн Хасан ибн Наср ал-Джанд и другие). В золотоордынский период также было немало комментаторов фикха (толкования норм и принципов права). Научный труд золотоордынского правоведа Сад ад-Дина ат-Тафтазани переписан в Каире в 1453 году, что говорит о высоком качестве и востребованности золотоордынских трудов в мусульманском мире. Проводились публичные научные мероприятия — диспуты между известными правоведами. Мастерами ведения диспутов считались Алла ад-Дин Абу Язид ас-Сарайи и Ибн ал-Баззази.
Элементы золотоордынской юридической науки сохранились в некоторых татарских ханствах — наибольшего развития правоведение достигло в Крымском ханстве, где вплоть до XVIII века переписывались золотоордынские научные труды . Монгольское право «Яса» использовалось некоторое время в Тарковском шамхальстве, имели место и попытки её реставрации в Крыму в конце XVII века.

### География
Вопросам математической географии посвящены первые две главы второй книги трактата Камала ад-Дин ат-Туркумани: «Об обитаемой части Земли», или «О климатах», и «О свойствах экватора и местностей, обладающих широтой». В начале главы «О климатах» Ат-Туркумани определяет экватор Земли и два меридиональных круга, один из которых ограничивает «обитаемую четверть», а другой делит её на западную и восточную части. Ат-Туркумани, отталкиваясь от достаточно краткого трактата Аль-Чагмини, подробно излагает принципы математической географии, во многом дополняя книгу аль-Чагмини.